# Піколезна велика
Піколе́зна велика (Megaxenops parnaguae) — вид горобцеподібних птахів родини горнерових (Furnariidae). Ендемік Бразилії. Це єдиний представник монотипового роду Велика піколезна (Megaxenops).

## Опис
Довжина птаха становить 16 см. Верхня частина тіла яскраво-руда, нижня частина тіла охриста, горло біле. Дзьоб великий, міцний, сірий, біля основи рожевуватий, з вигнутую догори нижньою частиною. Навколо очей невеликі темно-сірі плями, очі карі.

## Поширення і екологія
Великі піколезни поширені в регіоні каатинги на південному сході Бразилії, від Піауї, Сеари і західного Пернамбуку до західної Баїї, північно-західного Мінас-Жерайсу і східного Гоясу. Вони живуть у вологих рівнинних тропічних лісах каатинги та в саванах. Зустрічаються на висоті від 200 до 1100 м над рівнем моря, поодинці або парами. Іноді приєднуються до змішаних зграй птахів. Живляться безхребетними, яких шукають серед палого листя та під корою.